# Andrej Vladimirovič Gavrilov
Andrej Vladimirovič Gavrilov in russo  Андрей Владимирович Гаврилов? (Mosca, 21 settembre 1955) è un pianista russo.

## Biografia
Le prime lezioni di pianoforte gli furono impartite dalla madre, pianista che aveva a sua volta studiato con il rinomato pianista e didatta Heinrich Neuhaus (già maestro di Richter, di Gilel's e altri). Dal 1961 frequentò la scuola di musica di Mosca studiando con Lev Naumov. Nel 1974, a soli 18 anni, vinse il primo premio del prestigioso Concorso pianistico internazionale Čajkovskij, nello stesso anno debuttò con successo sostituendo Svjatoslav Richter al Festival di Salisburgo.
Nel periodo 1976-79 tenne concerti in tutto il mondo finché, a causa di alcune dichiarazioni contrarie al regime, gli venne ritirato il passaporto da parte dell'allora direttore del KGB Jurij Andropov e Gavrilov fu condannato agli arresti domiciliari. Gli fu messa sotto controllo la linea telefonica e subì alcuni ricoveri in cliniche psichiatriche. Solo l'avvento al potere di Gorbačëv nel 1984 pose fine a questo incubo e dopo un periodo di convalescenza Gavrilov poté nuovamente dedicarsi ai concerti e alle registrazioni. Nel 1989 si trasferì a Bad Camberg presso Wiesbaden e a partire dal 2001 vive in Svizzera.
Gavrilov è un pianista dal virtuosismo straordinario e che possiede una dinamica incredibile: già negli anni settanta registrò per Melodija il I concerto di Čajkovskij e il III concerto di Rachmaninov, dal 1977 al 1990 lavorò esclusivamente per EMI. Di questo periodo sono le leggendarie registrazioni degli studi di Chopin e di molte altre opere di Chopin, Skrjabin, Prokof'ev, Rachmaninov, Ravel e Schumann. Le interpretazioni che Gavrilov produce di Bach sono per contro caratterizzate da una grande sobrietà e da un'interpretazione essenziale, mantenendo la cura e la pulizia che sempre contraddistingue l'esecuzione dell'artista. Dal 1990 incide per Deutsche Grammophon rifacendo anche alcune opere già registrate per EMI. Il contratto terminò nel 1993 e non venne rinnovato. Nel 2013, dopo 20 anni di ritiro volontario dalle sale di registrazione, Gavrilov inizia un nuovo progetto discografico autoprodotto, la cui prima uscita, nel 2014, consiste in un CD con 9 Notturni di Chopin.